# Гребок
Гребок — процесс создания продвигающей силы в гребле (плавании) за счёт взаимодействия лопасти весла (или другого движителя) с водой.
Гребок представляет собой сложное пространственное движение, имеющее 6 степеней свободы. Наряду с  силой лобового сопротивления, большое значение для эффективности гребка имеет гидродинамическая подъемная сила.

## История исследования
С древнейших времен лодки, челноки, плоты являются неотъемлемым атрибутом жизни человека, и с древнейших же времен, человек пытается осмыслить процесс гребного движения. Впервые, в известной мировой истории, механизм гребка научно исследовал Леонардо да Винчи, который изучал локомоции животных в воде.
До второй половины XX века достоверных данных о движении весла в воде в гребле не было. В лучшем случае, анализ сводился к дорисовке подводных положений лопасти по кадрам надводной киносъемки.
В 70-е — 80-е годы, до появления мощных персональных компьютеров и высокоскоростных видеокамер, кинематику гребли изучали с помощью стерео-  и циклофотосъемки: фотографировали световые следы лампочек-меток на весле и лодке. В ряде случаев проводилась подводная киносъёмка.
Качественная работа, соответствующая возможностям времени,  была выполнена Красновым Е. А. и представлена в виде кандидатской диссертации «Биомеханика гребка, поступательного движения лодки и оценка техники движений в гребле на байдарках» в 1983 году.
Немногие исследователи пытались анализировать гребок в пространстве.  Большой вклад в изучение этого вопроса внесли В. Б. Иссурин, Е. А. Краснов, Г. Г. Разумов, изучавшие в 1980-е годы пространственное движение лопасти. Эта исследовательская работа включала все возможности своего времени. В основе исследования лежала подводная киносъемка стереокамерой с открытым затвором при сумеречном освещении. Для камеры использовался герметичный и прозрачный  бокс. Края лопасти маркировались лампочками-метками; их световые следы показывали подводную пространственную траекторию гребка. Последовательные кратковременные вспышки стробоскопа, оставляющие след, позволяли оценить положение весла в пространстве.

## Механика гребка
В результате этого исследования были получены достоверные и интересные данные, касающиеся гребка в целом и выявившие общие особенности:
1. в процессе гребка лопасть движется по сложной криволинейной и плавной траектории, взаимодействуя с косонаправленными потоками воды;
2. у всех без исключения спортсменов отмечаются участки смещения лопасти вперед, по ходу движения лодки;
3. благодаря движению лопасти вперед место её погружения и место извлечения оказываются приближенными друг к другу и даже, могут совпадать (весло «отталкивается» от воды при практически полном отсутствии собственного движения).

В целом биомеханический анализ гребли следует разделять на две взаимосвязанные составляющие:
анализ движения гребца и анализ движения весла.

## Виды спорта, основанные на эффективности выполнения гребковых движений
- Гребля на байдарках и каноэ
- Академическая гребля (см. Техника академической гребли)
- Гребной слалом
- Плавание